# إرنست ستاينهوف
إرنست ستاينهوف (بالألمانية: Ernst Steinhoff)‏ (و. 1908 – 1987 م) هو مهندس فضاء جوي، ومهندس من ألمانيا، والولايات المتحدة، كان عضوًا في الحزب النازي، توفي في ألاموغوردو، عن عمر يناهز 79 عاماً.

## التعليم
تعلم في جامعة دارمشتات للتكنولوجيا
.